# Skocznia narciarska w Algierze
Skocznia narciarska w Algierze – nieistniejąca skocznia narciarska o punktach konstrukcyjnych K25 i K15, które były zlokalizowane w Algierze – stolicy Algierii.

## Historia
Obydwie skocznie zostały otwarte w 1906 roku. W tym samym roku rozegrano na skoczni K15 inauguracyjne zawody, które wygrał norweski biznesmen i działacz, Alfred R. Henriksen. Przebywał on w Algierii do 1912 roku i w tym czasie wygrał wszystkie konkursy rozgrywane na skoczni. Skakał w granicach od 16 do 18 metrów. 
W 1933 roku inny Norweg Ragnar Ørmen, ustanowił rekord większej skoczni. Skoczył na niej wówczas 28 m.
Skocznia była prawdopodobnie jedyną w całej Afryce. Przypuszcza się, że została zniszczona jeszcze przed II wojną światową.

### Rekordy skoczni
K25
- Rok konstrukcji – 1906
- Punkt konstrukcyjny – 25 m
- Rekord skoczni – 28 m –  Ragnar Ørmen (1933)

K15
- Rok konstrukcji – 1906
- Punkt konstrukcyjny – 15 m
- Rekord skoczni – 18 m –  Alfred R. Henriksen (1912)